# Мурупара
Мурупара — город, расположенный на острове Северный в Новой Зеландии. Находится в изолированной части региона Пленти между лесом Каингароа и национальным парком Те Уревера, на берегу реки Рангитаики, в 65 км южнее от Роторуа, вдоль государственного шоссе SH38.